# 重力鎖眼
重力鎖眼（gravitational keyhole，或稱為resonance keyhole）是太空中的一個小區域，該區域因為行星重力影響，可能使軌道通過該區域的小行星改變軌道，甚至讓小行星在下一次軌道週期中撞上行星。"Keyhole"這個字是相對於廣大太空的天體可能經過的相對較小空間，並且與形狀無關。

## 解釋
當小行星飛掠過行星附近時，行星的重力會對小行星產生牽引作用，並使小行星從原來的路徑偏轉而改變軌道。軌道的改變量取決於小行星和行星的最近距離而定，越接近行星的小行星軌道改變越大。
如果一顆小行星在特定距離下經過一顆行星後軌道有特定的改變量，該小行星可能就會在下次飛掠該行星時撞上該行星。導致撞擊發生的距離取決於重力鎖眼的位置。

## 小行星阿波菲斯軌道改變
曾有科學家估計小行星99942（阿波菲斯）估計在2029年時有2.7%的機率（1/37）撞擊地球。更進一步的觀測和重新估計它的軌道已排除了它於2029年撞擊地球的可能性，但確定它可能會在2029年通過一個寬度約610公尺的重力鎖孔而改變軌道，可能會導致阿波菲斯在2036年撞擊地球。近年估計阿波菲斯在2036年撞擊地球的機率是1/250,000（0.0004%）。阿波菲斯的長度大約是400公尺，如果撞擊地球可能造成數以百萬計傷亡。
B612基金會，一個致力於防止地球遭到天體撞擊的私人組織的科學家提出阿波菲斯的軌道可能會從現在的軌道移動到距離重力鎖眼更遠的位置。NASA的科學家大衛·莫里森（David Morrison）表示：「2029年以後阿波菲斯的軌道偏向必須要大到足以錯過小範圍的重力鎖眼，甚至是遠大於重力鎖眼的地球。 而要讓阿波菲斯這樣大小的小行星有足夠偏向的科技是遠超過目前人類能力的。」
更進一步的觀測分析顯示，阿波菲斯可能會錯過重力鎖眼。截至2006年10月19日，阿波菲斯於2036年4月13日撞擊地球的機率是1/45000。另一個可能在2037年撞擊地球的日期已經確定，而撞擊機率估算結果是1/12300000。

### 重力鎖眼空間大小
阿波菲斯的重力鎖眼直徑只有610米。計算顯示如果阿波菲斯的速度可以改變0.00016公里/每小时，之後三年它的軌道將偏移超過足以錯過重力鎖眼的1.9公里。問題是在於重力鎖眼範圍很小而難以準確預測阿波菲斯是否會通過。2006年的軌道計算顯示阿波菲斯在2029年軌道預測誤差約3200公里；而在2010年初的估算中阿波菲斯在2029年距離地球最近是30000公里，而重力鎖眼距離地球是30404公里。隨著時間的推移，軌道估算的誤差橢圓會逐漸縮小，但是NASA可能必須累積足夠資料，直到誤差橢圓可以縮小到1.6公里以內才能知道阿波菲斯是否會通過重力鎖眼。